# جیمی دون
جیمی دون (انگلیسی: Jimmy Dunne; ۳ سپتامبر ۱۹۰۵ – ۱۴ نوامبر ۱۹۴۹) بازیکن فوتبال اهل جمهوری ایرلند بود.
از باشگاه‌هایی که در آن بازی کرده‌است می‌توان به باشگاه فوتبال شفیلد یونایتد، باشگاه فوتبال آرسنال، باشگاه فوتبال شامروک روورز، باشگاه فوتبال ساوت‌همپتون، تیم ملی فوتبال جمهوری ایرلند، و باشگاه فوتبال شامروک روورز اشاره کرد.
وی همچنین در تیم ملی فوتبال جمهوری ایرلند بازی کرده‌است.